# Германско-южнокорейские отношения
Германско-южнокорейские отношения — двусторонние дипломатические отношения между Германией и Республикой Корея.

## История
В 1883 году корейское государство Чосон впервые установило дипломатические отношения с Германской империей после подписания Германо-корейского договора, который оставался в силе даже после аннексии Кореи Японской империей в 1905 году. В 1955 году Западная Германия официально признала Республику Корея суверенным государством.
В 1990 году после объединения Германии обе страны приложили немало усилий для развития дипломатических отношений. В середине 2000-х годов Германо-корейский договор 1883 года был переподписан обеими странами и вступил в силу 19 декабря 2008 года в качестве празднования 125-й годовщины со дня подписания первого договора.
20 декабря 2012 года федеральный канцлер Германии Ангела Меркель поздравила Пак Кын Хе с избранием на должность президента Республики Корея и пригласила её с официальным визитом в Германию. Оба политика подчеркнули важность дальнейшего развития и укрепления традиционно очень хороших связей между двумя странами.
26 июля 2018 года министр иностранных дел Германии Маас Хайко прибыл с официальным визитом в Республику Корея, где провёл переговоры со своей коллегой Кан Гён Хва. Во время визита Маас Хайко также посетил демилитаризованную зону,  разделяющую Корейский полуостров на две примерно равные части — северную (Корейская Народно-Демократическая Республика) и южную (Республика Корея).

## Торговля
В 2016 году объём товарооборота между странами составил сумму 25,4 млрд. долларов США. С 1962 по 2016 год Германия осуществила прямых иностранных инвестиций в Республику Корея на общую сумму около 10 млрд. долларов США. В 2016 году германские компании инвестировали в Республику Корея 188 млн. долларов США. В Республике Корея представлены около 500 германских компаний или фирм с германским долевым участием, в которых трудится около 100 000 человек. На конец 2016 года совокупные прямые иностранные инвестиции Республики Корея в Германию составили сумму 4,5 млрд. долларов США.

## Дипломатические представительства
- Германия имеет посольство в Сеуле[7].
- Республика Корея содержит посольство в Берлине[8].